# Joe Harper
Joseph Montgomery Harper (Greenock, 1948. január 11. – ) skót válogatott labdarúgó, edző. 

## Pályafutása

### Klubcsapatban
Pályafutását 1963-ban a Morton FC csapatában kezdte, ahol négy évig játszott. 1967-ben a Huddersfield Town, de ott mindössze egy évet töltött és visszatért a Mortonhoz. 1969 és 1972 között az Aberdeen játékosa volt, majd 1972 és 1974 között az Evertont erősítette. 1974-ben a Hibernian igazolta le, ahol két évig játszott. 1976 és 1981 között ismét az Aberdeenben szerepelt, melynek színeiben skót bajnoki címet szerzett, illetve megnyerte a kupát és a ligakupát is.  

### A válogatottban
1967 és 1978 között 5 alkalommal szerepelt az skót válogatottban és 7 gólt szerzett. Részt vett az 1978-as világbajnokságon. 

### Edzőként
1981 és 1982 között a Peterhead együttesét irányította.

## Sikerei, díjai

### Játékosként
Greenock Morton
- Skót másodosztályú bajnok (1): 1966–67

Aberdeen FC
- Skót bajnok (1): 1979–80
- Skót kupa (1): 1969–70
- Skót ligakupa (1): 1976–77